# Bumiputera
Bumiputera, bumiputra (z sanskrytu: bhumi + putra „synowie ziemi”) – prawne określenie rdzennych mieszkańców w Malezji (Malajów i tak zwanych Orang Asli) oraz autochtonów prowincji Sarawak i Sabah, w odróżnieniu od licznej mniejszości chińskiej i indyjskiej. Po gwałtownych antychińskich zamieszkach, które miały miejsce w 1969 roku, wywołanych ekonomiczną dominacją Chińczyków, bumiputrom przyznano szereg przywilejów.